# Ipeúna
Ipeúna es un municipio brasileño del estado de São Paulo. Se localiza a una latitud 22º26'09" sur y a una longitud 47º43'08" oeste, estando a una altitud de 635 metros. Su población estimada en 2004 era de 5.182 habitantes.

## Geografía
Posee un área de 190,534 km².

### Demografía
Datos del Censo - 2000
Población total: 4.340
- Urbana: 3.446
- Rural: 894
  - Hombres: 2.252
  - Mujeres: 2.088

Densidad demográfica (hab./km²): 22,78
Mortalidad infantil hasta 1 año (por mil): 15,95
Expectativa de vida (años): 71,17
Tasa de fertilidad (hijos por mujer): 2,46
Tasa de alfabetización: 90,33%
Índice de Desarrollo Humano (IDH-M): 0,786
- IDH-M Salario: 0,736
- IDH-M Longevidad: 0,770
- IDH-M Educación: 0,852

(Fuente: IPEADATA)

### Hidrografía
- Río Pasa Cinco

### Carreteras
- SP-191

## Administración
- Prefecto: Ildebran Plata(2008/2012)
- Viceprefecto: Zé Banana

## Religión
El Cristianismo está presente en la ciudad de la siguiente manera:

### Iglesia Católica
La iglesia católica del municipio forma parte de la Diócesis de Piracicaba.

### Iglesia Protestante
En la ciudad están presentes las más diversas creencias evangélicas, principalmente pentecostales, incluidas las Asambleas de Dios de Brasil (la iglesia evangélica más grande del país), Congregación Cristiana, entre otras. Estas denominaciones están creciendo cada vez más en todo Brasil.